# Seguenega
Seguenega – miasto w Burkinie Faso, w Prowincji Yatenga. Według danych szacunkowych na rok 2010 liczy 20 414 mieszkańców.